# Montmédy
Montmédy [mɔ̃medi] (gaumais/lorrain : Mâdy) est une commune française située dans le département de la Meuse, en région Grand Est. Montmédy, ancienne capitale du comté de Chiny, fait partie de la Lorraine gaumaise.
Ses habitants sont appelés les Montmédiens.

## Géographie

### Localisation
Montmédy est située sur la N 43 à 43 km au sud-est de Sedan et à 25 km au nord-ouest de Longuyon ; Stenay est à 16 km à l'ouest via la D 947 et la frontière franco-belge est à 8 km à l'est via la D 981.
La commune se trouve à une altitude moyenne de 257 mètres.

### Communes limitrophes
| Thonnelle                                | Avioth             | Thonne-la-Long et Verneuil-Petit   |
| Vigneul-sous-Montmédy et Thonne-les-Près | Montmédy           | Verneuil-Grand et Villécloye       |
| Han-lès-Juvigny                          | Juvigny-sur-Loison | Bazeilles-sur-Othain et Iré-le-Sec |

### Hydrographie
La commune est dans le bassin versant de la Meuse au sein du bassin Rhin-Meuse. Elle est drainée par la Chiers, l'Othain, le ruisseau la Thonne, le ruisseau le Chabot, le ruisseau des Onze Fontaines, le ruisseau de Fresnois et le ruisseau de la Neau,.
La Chiers, d'une longueur de 127 km, prend sa source dans la commune de Differdange (Grand-Duché de Luxembourg), entre en France dans la commune de Mont-Saint-Martin et se jette  dans la Meuse à Remilly-Aillicourt, après avoir traversé 46 communes.
L'Othain, d'une longueur de 67 km, prend sa source dans la commune de Gondrecourt-Aix et se jette  dans la Chiers sur la commune, après avoir traversé 25 communes.
La Thonne, d'une longueur de 15 km dont 11 km en France, prend sa source dans la commune de Meix-devant-Virton (Belgique) et entre la France à Thonne-la-Long pour se jeter  dans la Chiers à Vigneul-sous-Montmédy, après avoir traversé six communes.

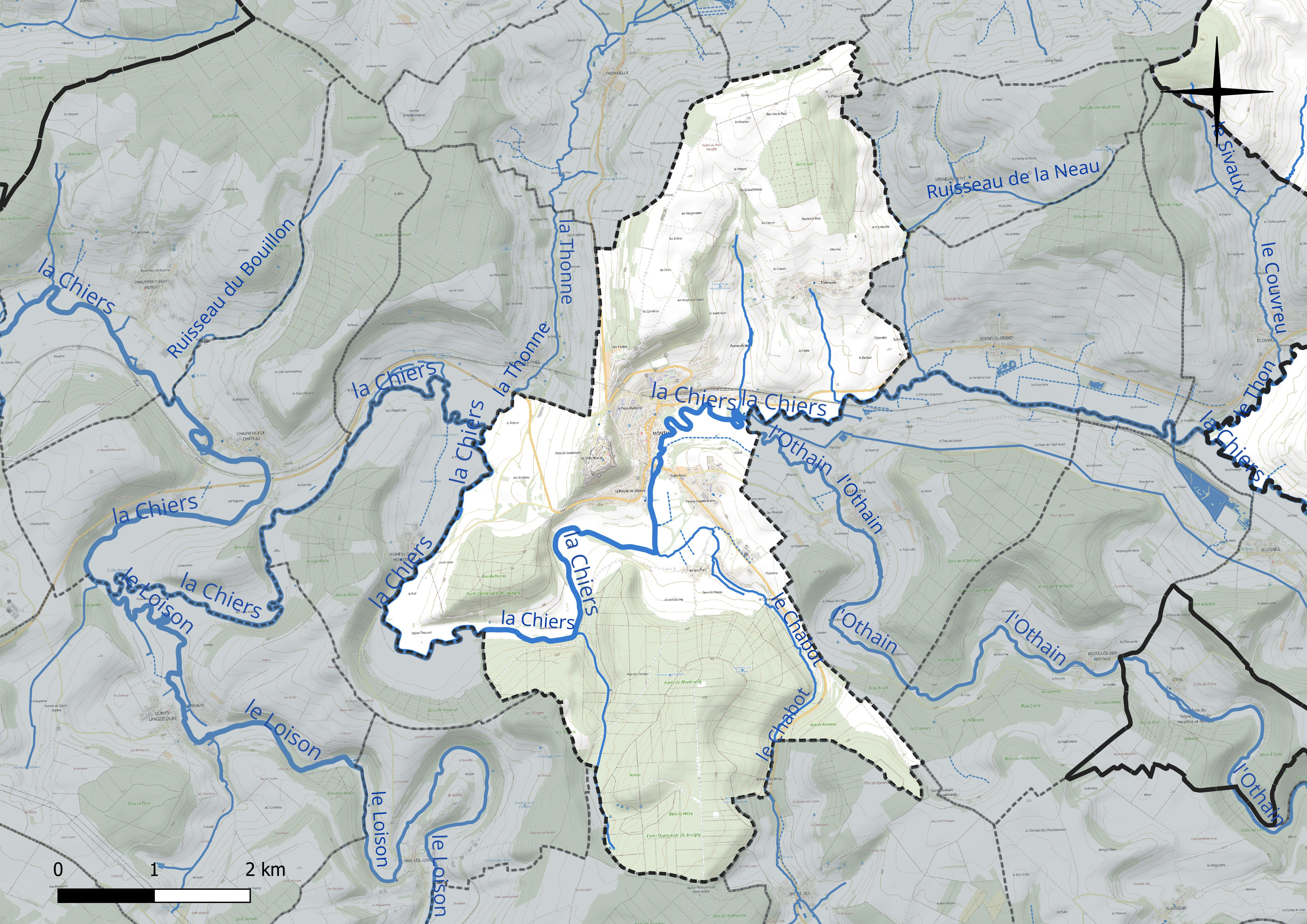
Réseau hydrographique de Montmédy.

### Climat
Pour des articles plus généraux, voir Climat du Grand Est et Climat de la Meuse.
En 2010, le climat de la commune est de type climat de montagne, selon une étude du Centre national de la recherche scientifique s'appuyant sur une série de données couvrant la période 1971-2000. En 2020, Météo-France publie une typologie des climats de la France métropolitaine dans laquelle la commune est dans une zone de transition entre le climat océanique altéré et le climat océanique altéré et est dans la région climatique Lorraine, plateau de Langres, Morvan, caractérisée par un hiver rude (1,5 °C), des vents modérés et des brouillards fréquents en automne et hiver.
Pour la période 1971-2000, la température annuelle moyenne est de 9,5 °C, avec une amplitude thermique annuelle de 15,7 °C. Le cumul annuel moyen de précipitations est de 906 mm, avec 13,8 jours de précipitations en janvier et 9,6 jours en juillet. Pour la période 1991-2020, la température moyenne annuelle observée sur la station météorologique de Météo-France la plus proche, « Mouzay », sur la commune de Mouzay à 12 km à vol d'oiseau, est de 10,6 °C et le cumul annuel moyen de précipitations est de 789,5 mm. 
La température maximale relevée sur cette station est de 40,4 °C, atteinte le 24 juillet 2019 ; la température minimale est de −15,3 °C, atteinte le 20 décembre 2009,,.
Les paramètres climatiques de la commune ont été estimés pour le milieu du siècle (2041-2070) selon différents scénarios d'émission de gaz à effet de serre à partir des nouvelles projections climatiques de référence DRIAS-2020. Ils sont consultables sur un site dédié publié par Météo-France en novembre 2022.

## Urbanisme

### Typologie
Au 1er janvier 2024, Montmédy est catégorisée bourg rural, selon la nouvelle grille communale de densité à sept niveaux définie par l'Insee en 2022.
Elle appartient à l'unité urbaine de Montmédy, une unité urbaine monocommunale constituant une ville isolée,. La commune est en outre hors attraction des villes,.

### Occupation des sols
L'occupation des sols de la commune, telle qu'elle ressort de la base de données européenne d’occupation biophysique des sols Corine Land Cover (CLC), est marquée par l'importance des territoires agricoles (53,3 % en 2018), en diminution par rapport à 1990 (54,7 %). La répartition détaillée en 2018 est la suivante : 
forêts (38,5 %), prairies (28,5 %), terres arables (24,7 %), zones urbanisées (8,3 %). L'évolution de l’occupation des sols de la commune et de ses infrastructures peut être observée sur les différentes représentations cartographiques du territoire : la carte de Cassini (XVIIIe siècle), la carte d'état-major (1820-1866) et les cartes ou photos aériennes de l'IGN pour la période actuelle (1950 à aujourd'hui).

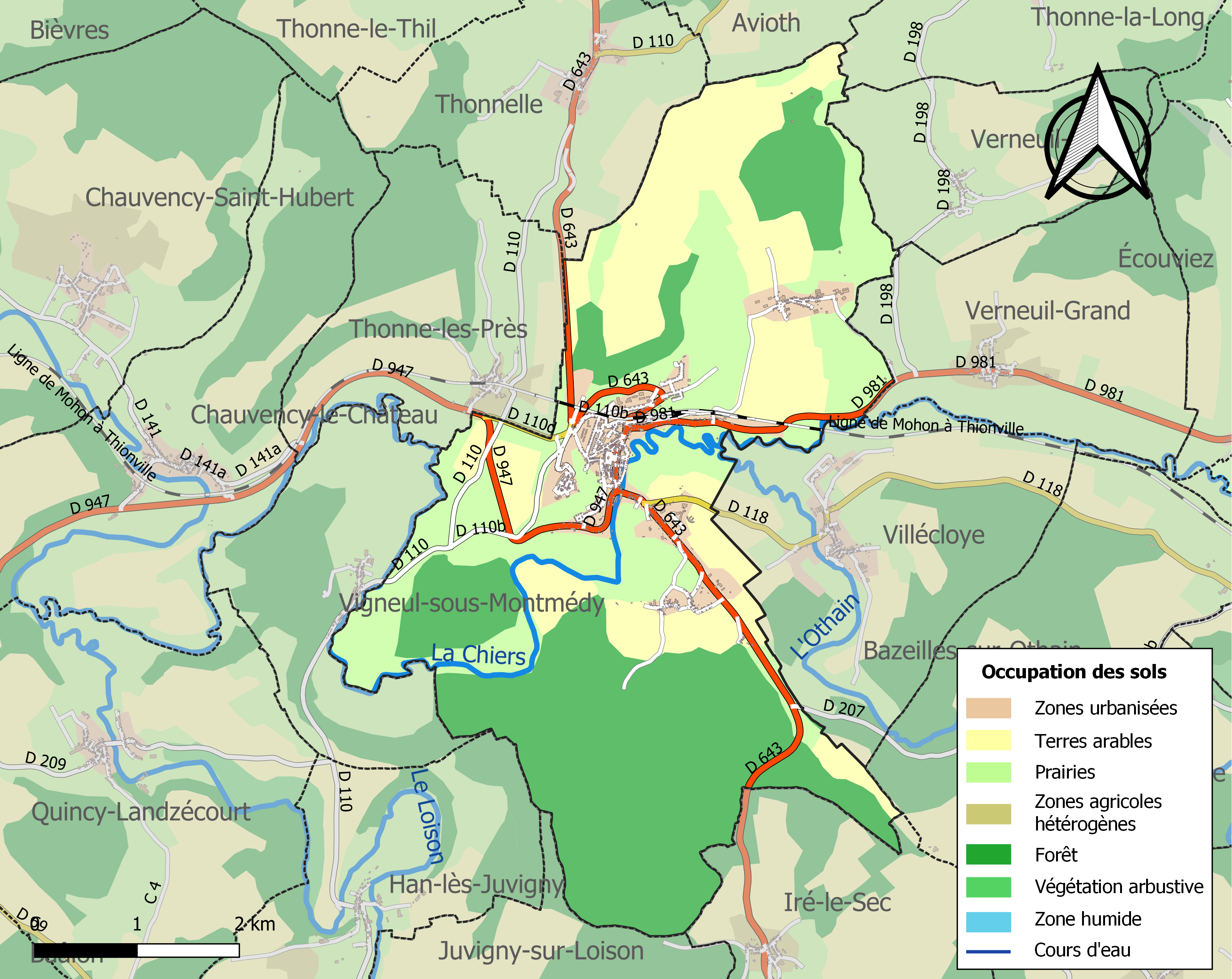
Carte des infrastructures et de l'occupation des sols de la commune en 2018 (CLC).

### Voies de communication et transports

#### Chemin de fer
Depuis le 30 septembre 2014 la gare de Montmédy est fermée et n'est plus qu'un arrêt situé sur la ligne Valenciennes - Thionville. Les voyageurs doivent se munir d'un billet au distributeur automatique ou à la maison de la presse locale située en centre-ville.
La ville est ainsi reliée directement à Carignan, Sedan et Charleville-Mézières à l'ouest et Longwy et Metz à l'est.
De 1914 à 1936 Montmédy était reliée à Verdun par une ligne de chemin fer secondaire qui faisait partie du réseau des Chemins de fer départementaux de la Meuse.
Le tunnel de chemin de fer qui traverse la colline de Montmédy construit en 1861 fut dynamité à trois reprises lors des invasions allemandes de 1870, 1914 et 1940. Aussi bien pendant la Première Guerre mondiale que lors de la Seconde Guerre mondiale un chemin de fer de contournement fut construit par l'occupant à travers les rues de la ville.

#### Lignes d'autobus
Services assurés par Les Rapides de la Meuse (entreprise du Groupe Veolia Environnement, branche Transport) pour le Réseau Intermodal des Transports de la Meuse (RITM) du conseil général de la Meuse :
- Transport à la demande : Montmédy - Damvillers (trois fois par jour)
- Service régulier :
  - Montmédy - Stenay - Dun-sur-Meuse - Vacherauville - Verdun
  - Damvillers - Verdun
  - Montmédy - Virton (Belgique).

## Toponymie
Anciennes mentions : Madiacum (634) ; Mons-Medius (933) ; Mons-Madiensis (XIIe siècle) ; Novum castrum quod Mercurii-Mons dicitur (XIIe siècle) ; Montmaidy, Montmaidi (1239) ; Mont-Maidei (1258) ; Mont-Maidie, Mont-Maidey (1264) ; Mont-Maidy (1270) ; Montmaidi, Montmaidie (1276) ; Monmeidey, Monmeidy (1284) ; Momaydi (1364) ; Maidybas, Maidy-Bas, Maidy-Haut (1365) ; Montmalde (1399) ; Monmady, Montmadey (1549) ; Malmedy (1562) ; Montmady (1564) ; Monmedy (1656) ; Montmaidier (1683) ; Montmedy (1700) ; Mons-Maledictus (1756).

## Histoire

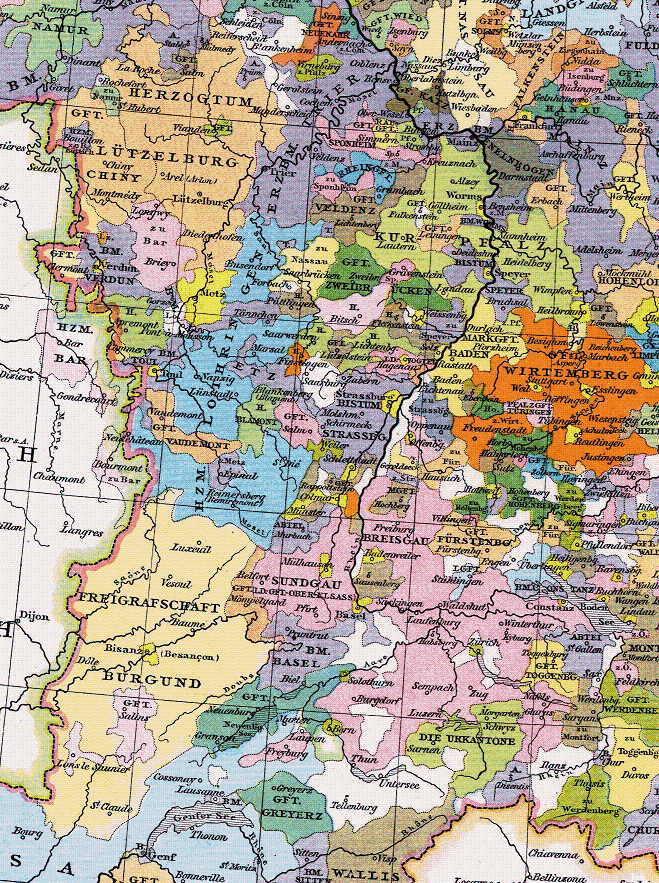
Duché de Luxembourg (Herzogtum Lützelburg, en beige, au nord-ouest) avec la ville de Montmédy vers 1400, carte de Gustav Droysen, 1886.

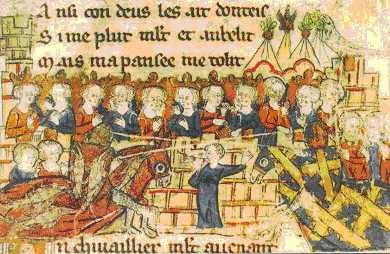
Le Tournoi de Chauvency, manuscrit du XIVe siècle.

Plan et perspective de Montmédy, par Alain Manesson Mallet, Les Travaux de Mars ou l'Art de la Guerre, 1696.

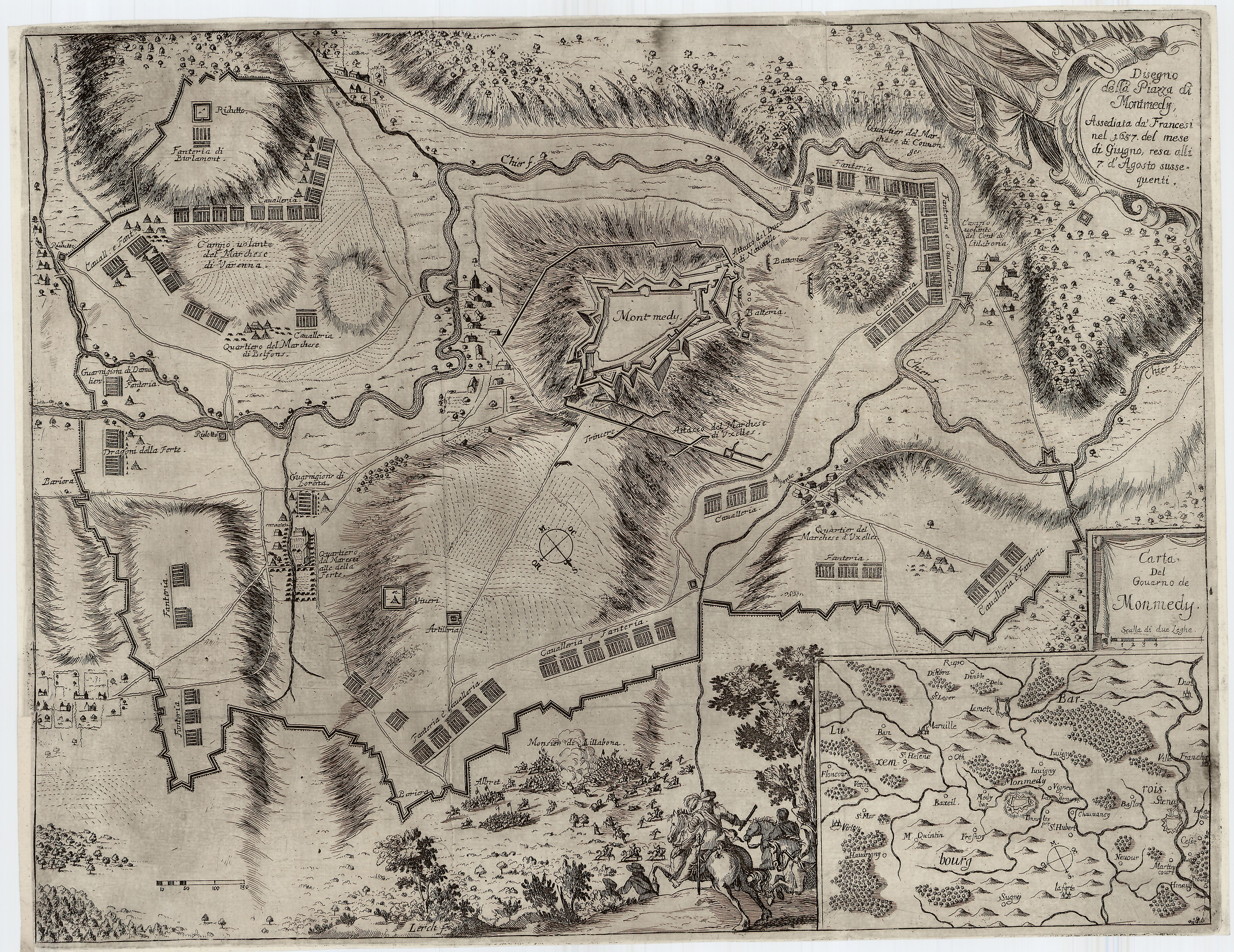
Siège de la forteresse en 1657 (1670)

Montmédy, sous sa forme Madiacum, est mentionné pour la première fois en 634. « Porcionem meam de Madiaco… cum mancipiis, aedificiis, vineis, campos, pratis, silvis, et prato sectum super Caro et Hogregia » : c’est ainsi que, dans son testament du 30 décembre 634, Adalgisel Grimo, diacre de Verdun issu d’une grande famille aristocratique, donne à l’église Sainte-Agathe de Longuyon ses propriétés de Montmédy et d’Iré : biens, édifices, vignes, champs, prés, bois, et prairie de fauche (?) en bordure de la Chièrs.
Ancienne capitale du comté de Chiny. Le comte de Chiny y élève en 1220 un château fort, le château de Mady, qui donnera son nom à la ville.
En 1285, en contrebas des remparts, dans la plaine de Chauvency-le-Château, Louis de Looz, comte de Chiny, offre des fêtes extraordinaires avec joutes et tournois où participent plus de 500 chevaliers des environs et même de lointaines régions (Grilly au bord du lac Léman, Bergues au bord de la mer du Nord, Trie-Château près de Paris, Sancerre, etc.). Le chroniqueur Jacques Bretel raconte ces journées dans Le Tournoi de Chauvency.

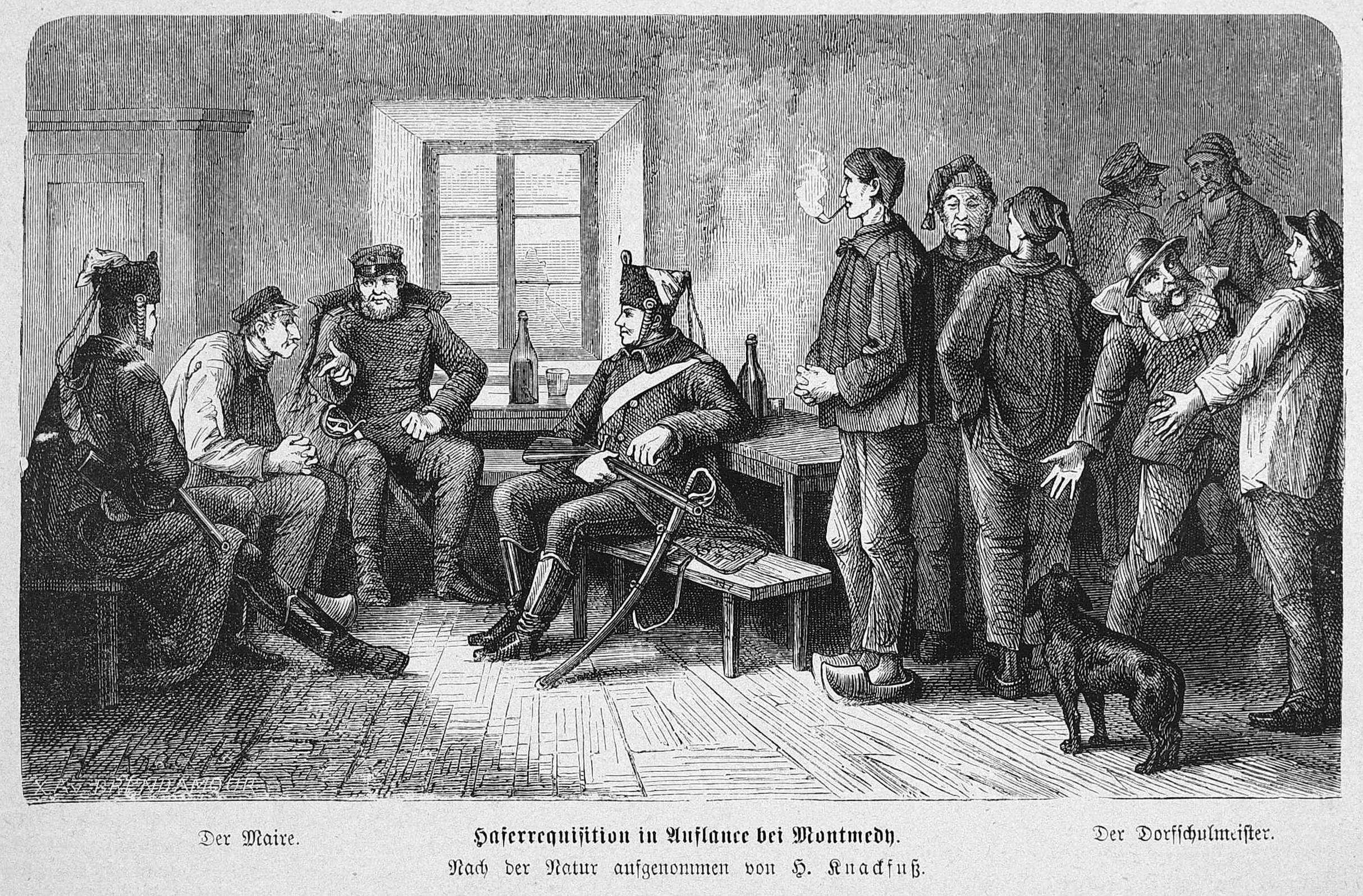
Réquisitions chez les paysans près de Montmédy, Die Gartenlaube, 1871.

Après être passée aux ducs de Luxembourg et avoir été ainsi incorporée aux Pays-Bas bourguignons d'abord, puis espagnols, elle est, avec le territoire surnommé ensuite « Luxembourg français », rattachée à la France par le traité des Pyrénées en 1659.
La ville, défendue par Jean V d'Allamont, investie en juin 1657, est prise, en présence du jeune Louis XIV et de Mazarin, en août 1657 par Vauban, qui dirige là son premier siège.
En 1791, lors de sa fuite, le roi Louis XVI était attendu à Thonnelle. Reconnu, il est arrêté à Varennes-en-Argonne. C'est de Montmédy, bastion royaliste, que Louis XVI voulait lancer une contre-révolution.
À la fin des guerres napoléoniennes, la ville est assiégée par des alliés de la Septième Coalition entre le 16 juin et le 22 septembre 1815.
Lors de la guerre franco-allemande de 1870, la ville est assiégée par l'armée prussienne : violemment bombardée après la capitulation de Metz, elle capitule le 14 décembre.
Elle est chef-lieu d'arrondissement de 1800 à 1926.

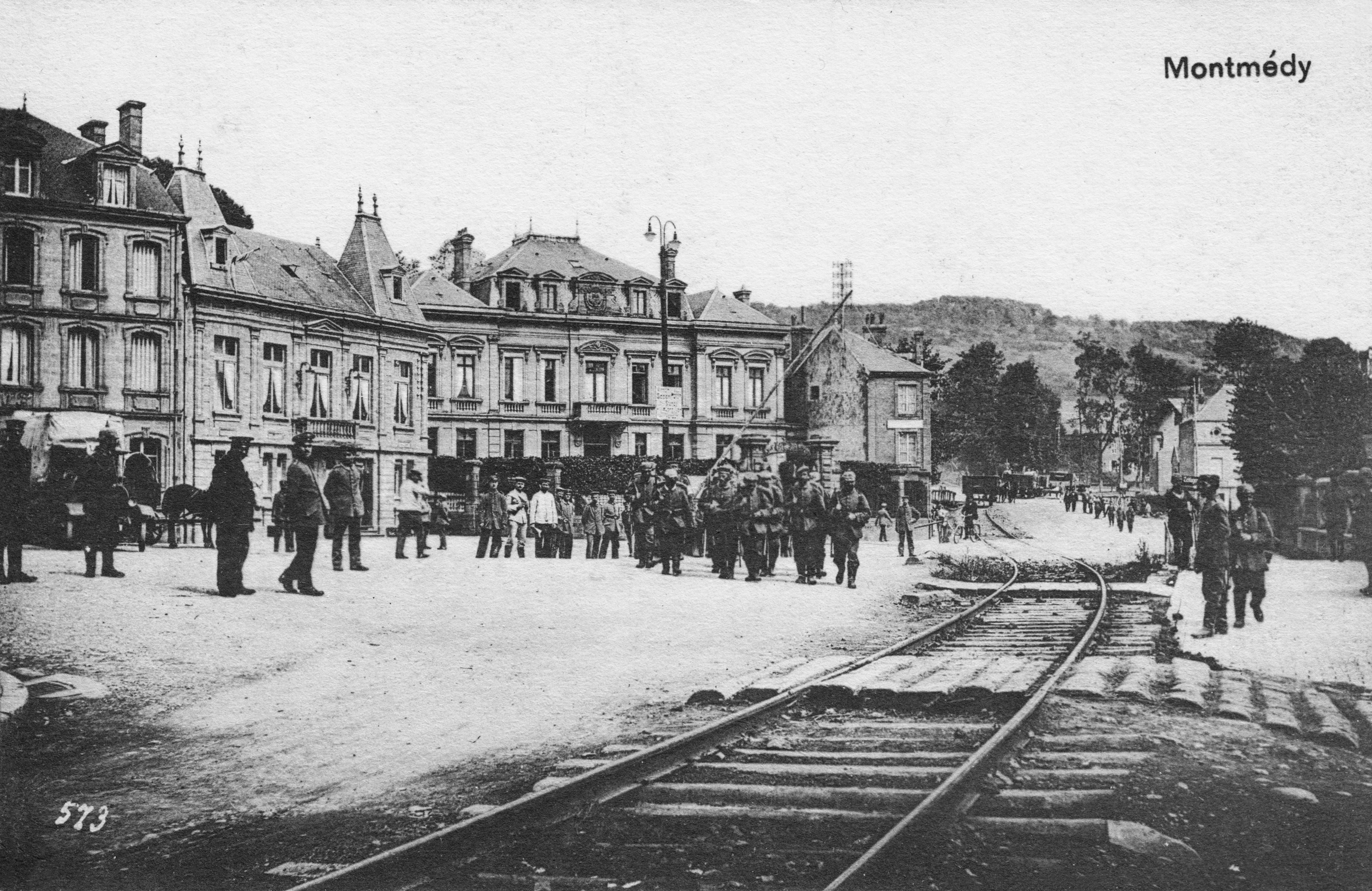
Rue et chemin de fer de Montmédy sous l'occupation allemande, carte postale, v. 1914-1915.

Pendant la Première Guerre mondiale, Montmédy est une plaque tournante de l'armée allemande pour l'approvisionnement du front de Verdun, utilisant dans ce but de la ligne du chemin de fer meusien de Montmédy à Verdun qui venait de s'ouvrir juste avant le début des hostilités. Le 7 septembre 1916, le Kronprinz reçoit en gare de Montmédy le feld-maréchal Paul von Hindenburg et le général Erich Ludendorff lors de leur premier déplacement en France.
Entre 1928 et 1940, le secteur de Montmédy est le lieu d'implantation de plusieurs ouvrages de la ligne Maginot (177 blockhaus et 36 tourelles, sept casemates, quinze maisons fortes, batteries de 155 L 77 au sud-est de Montmédy, sept PC et quatre observatoires).
Lors de la Seconde Guerre mondiale, pendant la drôle de guerre, le poste de commandement de la 2e division légère de cavalerie du général André Berniquet s'établit à Montmédy.

## Politique et administration

### Tendances politiques et résultats
Avec 58,06 % des voix au 2d tour de la présidentielle à Montmédy, Emmanuel Macron (En Marche!) arrive à la première place. À la seconde place, Marine Le Pen (Front national) recueille un score de 41,94 %.
Parmi les votants, 5,14 % ont glissé un bulletin blanc dans l'urne.

### Liste des maires
Maire à une date non précisée (en principe début XIXe siècle) : Jean Baptiste de Reumont, baron de Reumont.
| Période                                  | Période   | Identité                         | Étiquette    | Qualité |
| ---------------------------------------- | --------- | -------------------------------- | ------------ | --- |
| 1844                                     | 1861      | Joseph-Charles-Auspice Thiébault |              | |
| juillet 1892                             | 1897      | Jules Sommeillier                | GD           | Avocat, rentier Député de la Meuse (1898-1900) Conseiller général de la Meuse (1890-1900)                                                                                                   |
| Maire en 1931                            | ?         | Jean Roussel                     | SFIO         | Conseiller général du canton de Montmédy |
| Les données manquantes sont à compléter. |           |                                  |              | |
| 1979                                     | 1983      | Gilbert Parentin                 |              | |
| mars 1983                                | mars 2008 | Claude Léonard                   | RPR puis UMP | Médecin généraliste Conseiller général puis départemental du canton de Montmédy (depuis 2008) Sénateur de la Meuse (2011-2012) Président du conseil départemental de la Meuse (depuis 2015) |
| mars 2008                                | mai 2020  | Yves Lecrique                    | SE           | Retraité de la fonction publique hospitalière 1er vice-président de la CC du Pays de Montmédy                                                                                               |
| mai 2020                                 | En cours  | Pierre Léonard                   |              | Agriculteur |

## Population et société

### Démographie

#### Évolution démographique
L'évolution du nombre d'habitants est connue à travers les recensements de la population effectués dans la commune depuis 1793. Pour les communes de moins de 10 000 habitants, une enquête de recensement portant sur toute la population est réalisée tous les cinq ans, les populations de référence des années intermédiaires étant quant à elles estimées par interpolation ou extrapolation. Pour la commune, le premier recensement exhaustif entrant dans le cadre du nouveau dispositif a été réalisé en 2004.

En 2022, la commune comptait 2 018 habitants, en évolution de −7,35 % par rapport à 2016 (Meuse : −4,4 %, France hors Mayotte : +2,11 %).
| 1793  | 1800  | 1806  | 1821  | 1831  | 1836  | 1841  | 1846  | 1851  |
| ----- | ----- | ----- | ----- | ----- | ----- | ----- | ----- | ----- |
| 1 467 | 1 577 | 1 717 | 2 200 | 2 195 | 2 251 | 3 169 | 2 689 | 2 649 |

| 1856  | 1861  | 1866  | 1872  | 1876  | 1881  | 1886  | 1891  | 1896  |
| ----- | ----- | ----- | ----- | ----- | ----- | ----- | ----- | ----- |
| 2 470 | 2 376 | 2 135 | 2 020 | 2 648 | 3 000 | 3 169 | 2 782 | 2 733 |

| 1901  | 1906  | 1911  | 1921  | 1926  | 1931  | 1936  | 1946  | 1954  |
| ----- | ----- | ----- | ----- | ----- | ----- | ----- | ----- | ----- |
| 2 600 | 2 441 | 2 774 | 2 525 | 2 023 | 1 923 | 2 491 | 1 643 | 2 770 |

| 1962  | 1968  | 1975  | 1982  | 1990  | 1999  | 2004  | 2006  | 2009  |
| ----- | ----- | ----- | ----- | ----- | ----- | ----- | ----- | ----- |
| 2 455 | 2 196 | 2 250 | 2 024 | 1 943 | 2 260 | 2 197 | 2 233 | 2 321 |

| 2014  | 2019  | 2022  | - | - | - | - | - | - |
| ----- | ----- | ----- | - | - | - | - | - | - |
| 2 199 | 2 052 | 2 018 | - | - | - | - | - | - |

#### Pyramide des âges
La population de la commune est relativement jeune.
En 2018, le taux de personnes d'un âge inférieur à 30 ans s'élève à 32,0 %, soit en dessous de la moyenne départementale (32,4 %). À l'inverse, le taux de personnes d'âge supérieur à 60 ans est de 27,3 % la même année, alors qu'il est de 29,6 % au niveau départemental.
En 2018, la commune comptait 1 137 hommes pour 957 femmes, soit un taux de 54,3 % d'hommes, largement supérieur au taux départemental (49,51 %).
Les pyramides des âges de la commune et du département s'établissent comme suit.
| Hommes | Classe d’âge | Femmes |
| ------ | ------------ | ------ |
| 0,4    | 90 ou +      | 2,0    |
| 5,1    | 75-89 ans    | 12,5   |
| 17,4   | 60-74 ans    | 17,9   |
| 20,1   | 45-59 ans    | 20,1   |
| 23,1   | 30-44 ans    | 17,6   |
| 20,1   | 15-29 ans    | 14,2   |
| 13,8   | 0-14 ans     | 15,6   |

| Hommes | Classe d’âge | Femmes |
| ------ | ------------ | ------ |
| 0,8    | 90 ou +      | 2,2    |
| 7,6    | 75-89 ans    | 11     |
| 20,2   | 60-74 ans    | 20,5   |
| 20,6   | 45-59 ans    | 20     |
| 17,4   | 30-44 ans    | 16,8   |
| 16,7   | 15-29 ans    | 13,6   |
| 16,8   | 0-14 ans     | 15,8   |

## Économie
Grâce à ses commerces et ses administrations, Montmédy reste un centre de services pour le nord meusien. L'essentiel des emplois relève de l'administration publique, mais les secteurs du tourisme, du commerce et du transport tiennent une place importante dans la vie économique locale.
L'enseignement est assuré localement de la maternelle au baccalauréat, voire au-delà. Les Montmédiens dispose ainsi d'écoles maternelle et primaire, d'un collège (Jean-d'Allamont) et, à Stenay, d'un lycée polyvalent et professionnel (Alfred-Kastler). Celui-ci offre par ailleurs un brevet de technicien supérieur d’assistant de gestion.
Les médecins, y compris spécialistes, sont présents sur place, ainsi que deux pharmacies, un opticien, un audioprothésiste et plusieurs autres professionnels de santé (diététicienne, infirmiers, orthophonistes...).
La ville dispose d'un cinéma classé art et essai, d'un Centre Social et Culturel et de nombreuses associations sportives ou culturelles.
L'offre commerciale, alimentaire et non alimentaire, est présente en centre-ville, mais aussi par le biais d'un supermarché de 2 490 m² de surface de vente (Super U), ou de hard-discounteur (Aldi) implantés en périphérie. L’attraction des pôles commerciaux extérieurs est significative mais elle reste assez diffuse (Longwy, Verdun, Virton,…). La proximité de la Belgique (Virton à 19 minutes) alimente une évasion commerciale importante notamment dans le domaine non alimentaire, peu développé dans la commune.
Plusieurs banques et assureurs sont présents, ainsi que plusieurs restaurants.
Le centre de détention de Montmédy est un acteur majeur de la vie économique locale depuis 1990. 310 détenus, souvent condamnés à de longues peines, y sont encadrés par 120 membres du personnel.
La place forte (ville haute) attire de nombreux touristes.

## Culture locale et patrimoine

### Lieux et monuments

#### Édifices civils
- Citadelle (XVIe, XVIIe et XIXe siècles)[37],[38]  Classé MH (1991)[39];
- Fortification de Vauban ;

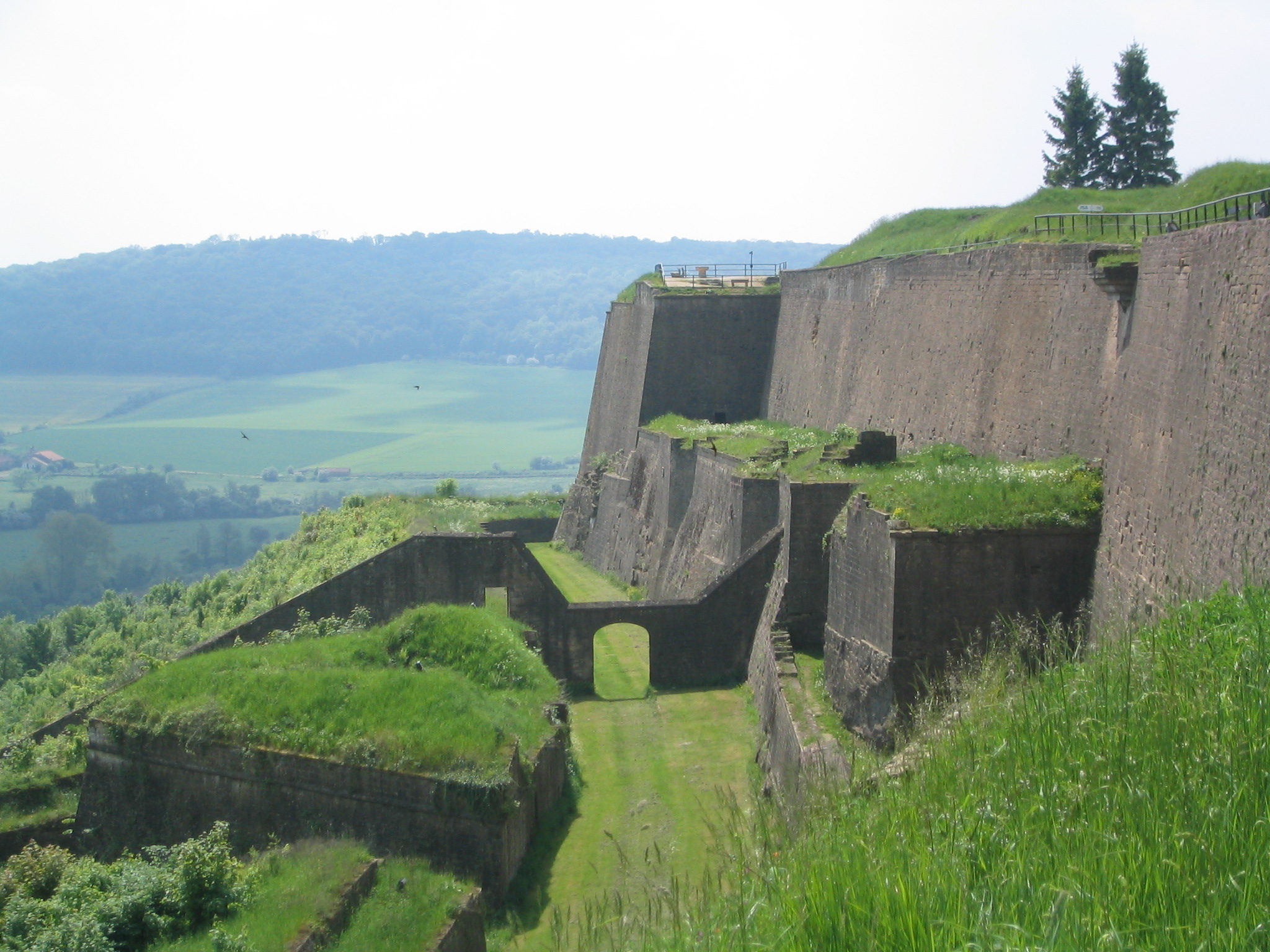
Citadelle de Montmédy.

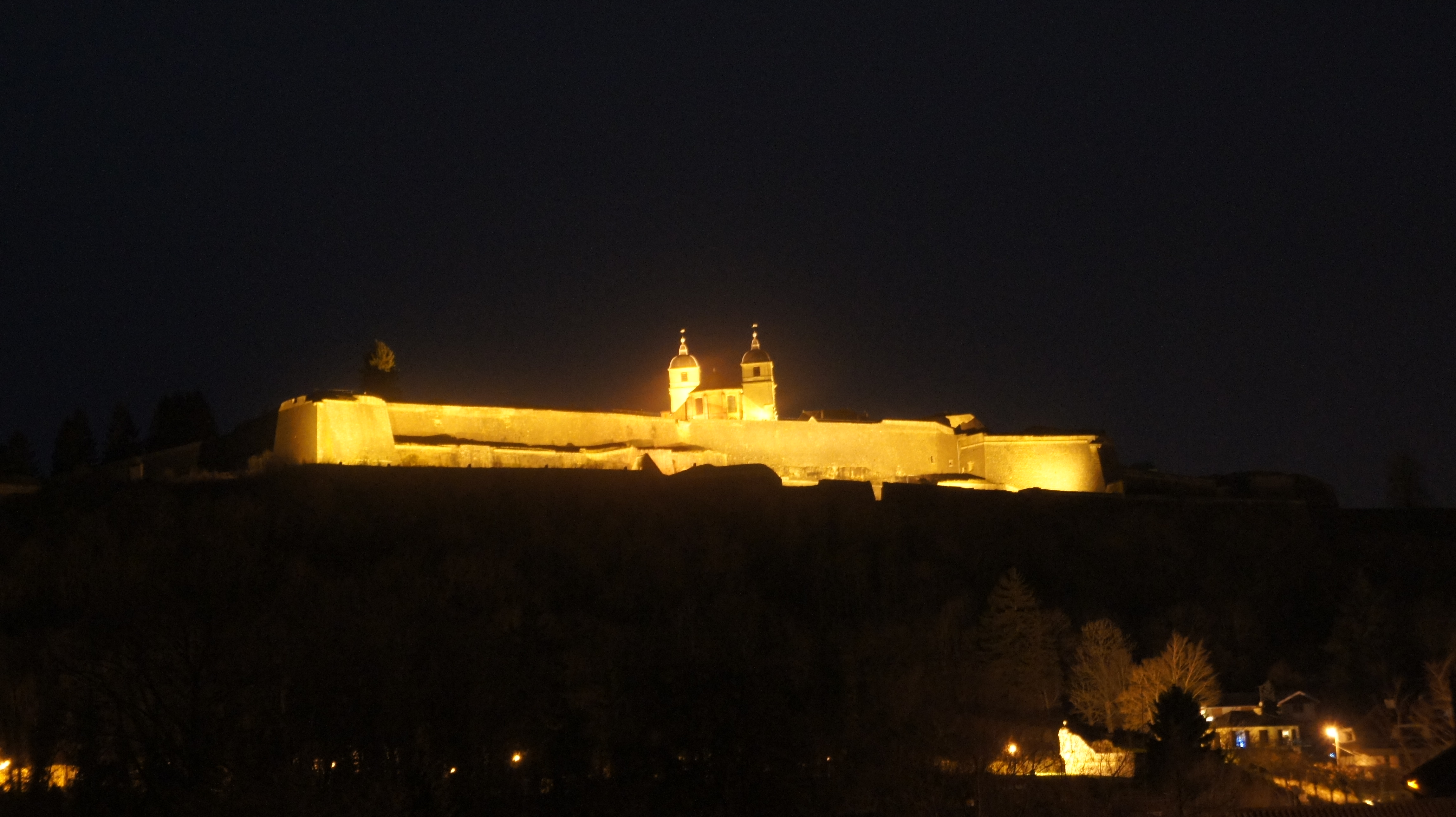
La citadelle de nuit.

- Musée Jules-Bastien-Lepage consacré au peintre Jules Bastien-Lepage ;
- Musée de la Fortification ;
- Cimetière militaire allemand.

#### Édifices religieux
- Église Saint-Martin à Montmédy-Haut  Classé MH (1932)[40].
- Église de la Nativité à Iré-les-Prés.
- Église Saint-Bernard à Montmédy-Bas.
- Église Saint-Martin à Fresnois.
- Chapelle de la Croix.
- Chapelle de Malandry à Montmédy-Haut.
- Chapelle Saint-Nicolas à Fresnois.
- Abbaye d'Orval de Montmédy  Inscrit MH (1990)[41]

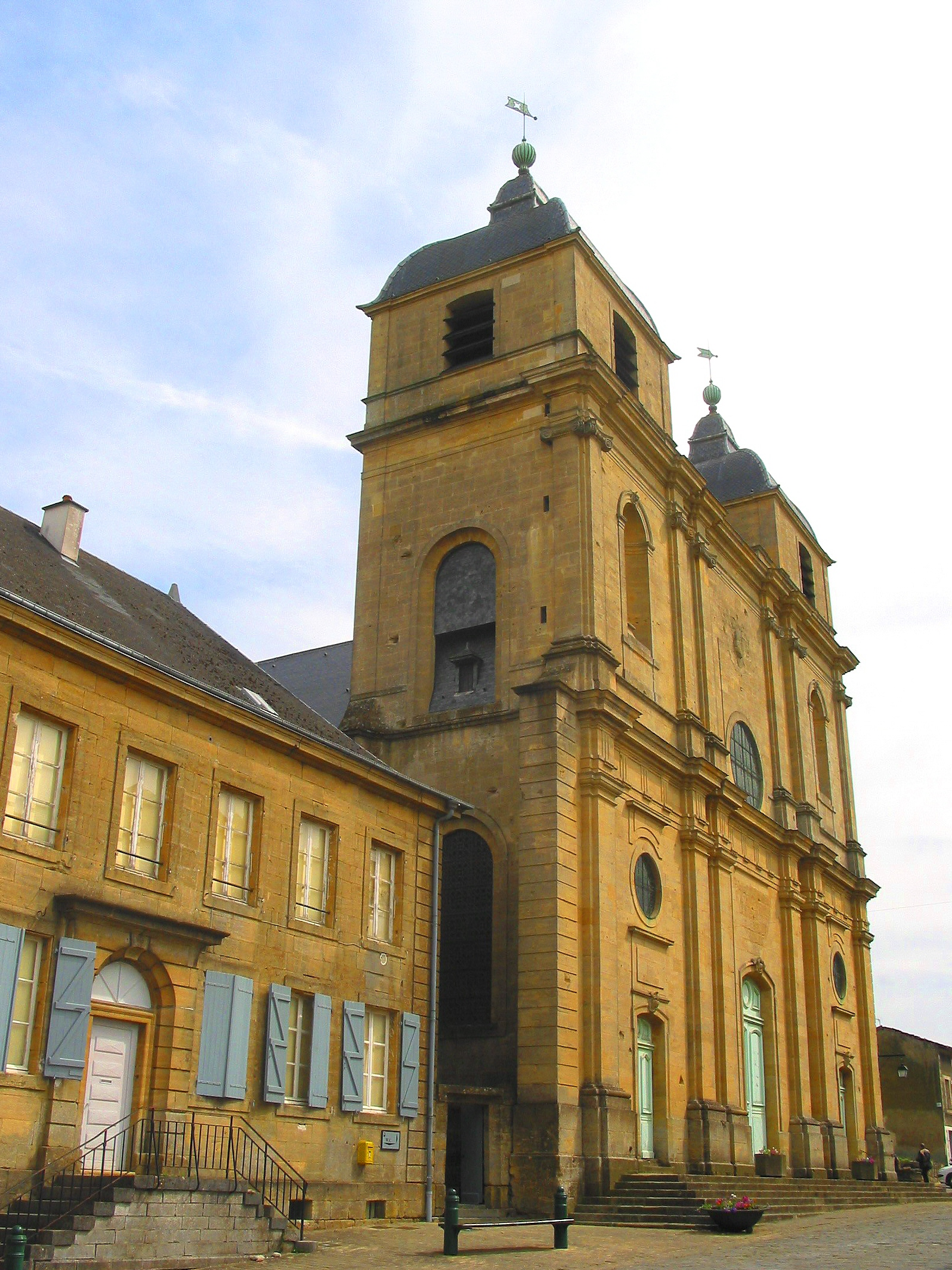
Église Saint-Martin à Montmédy haut (1790).
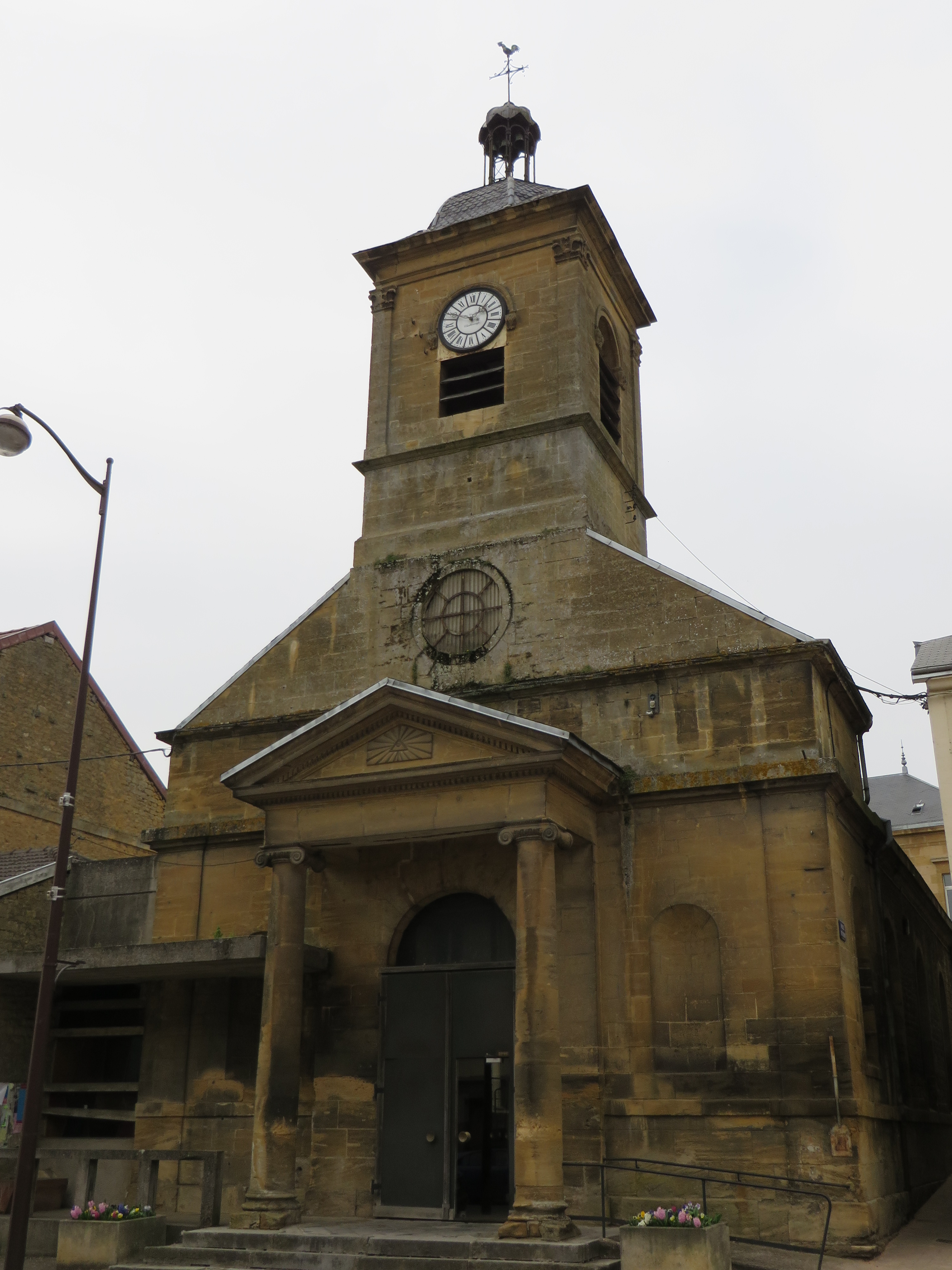
Église Saint-Bernard à Montmédy-Bas.
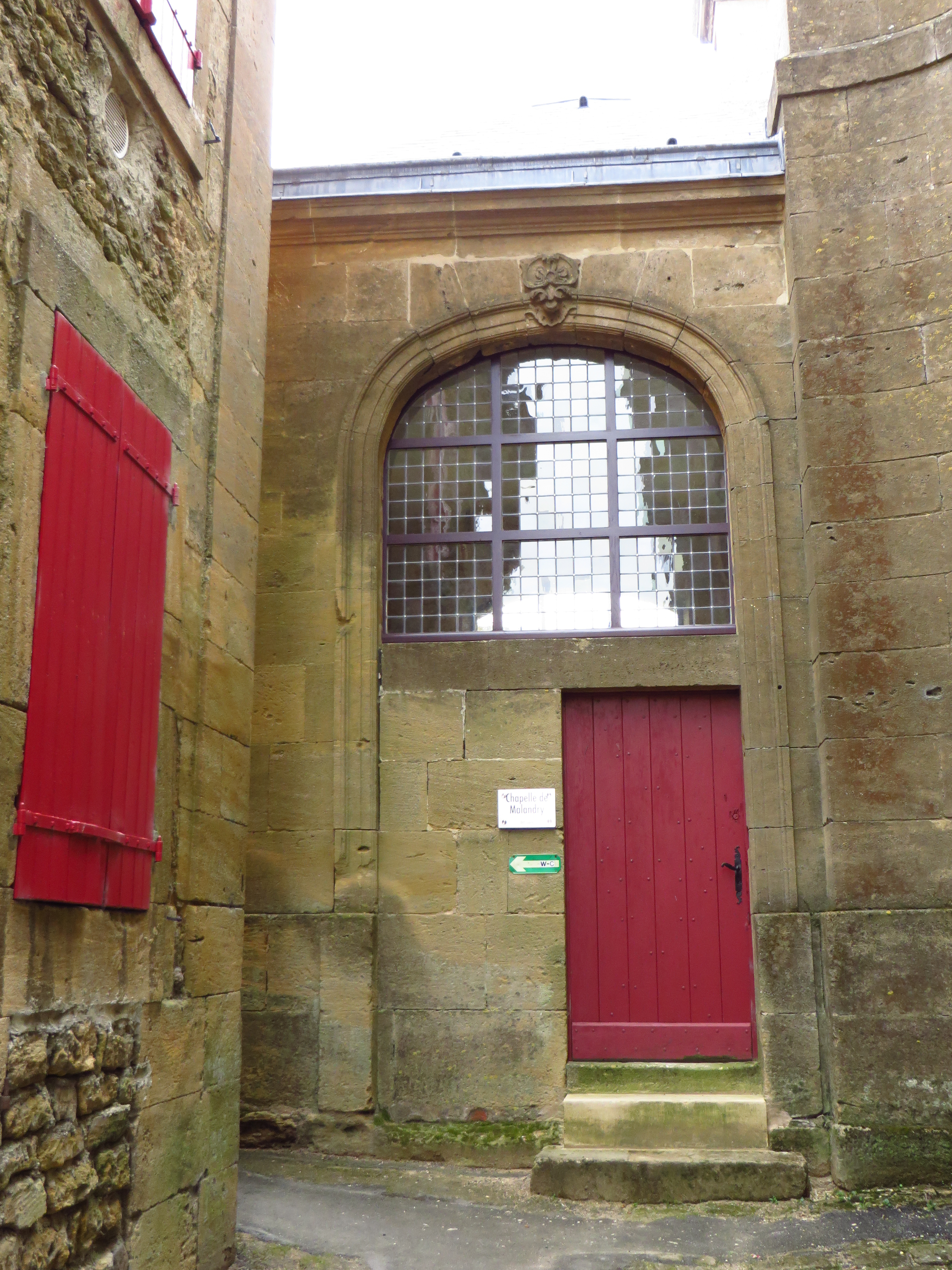
Chapelle de Malandry à Montmédy-Haut.
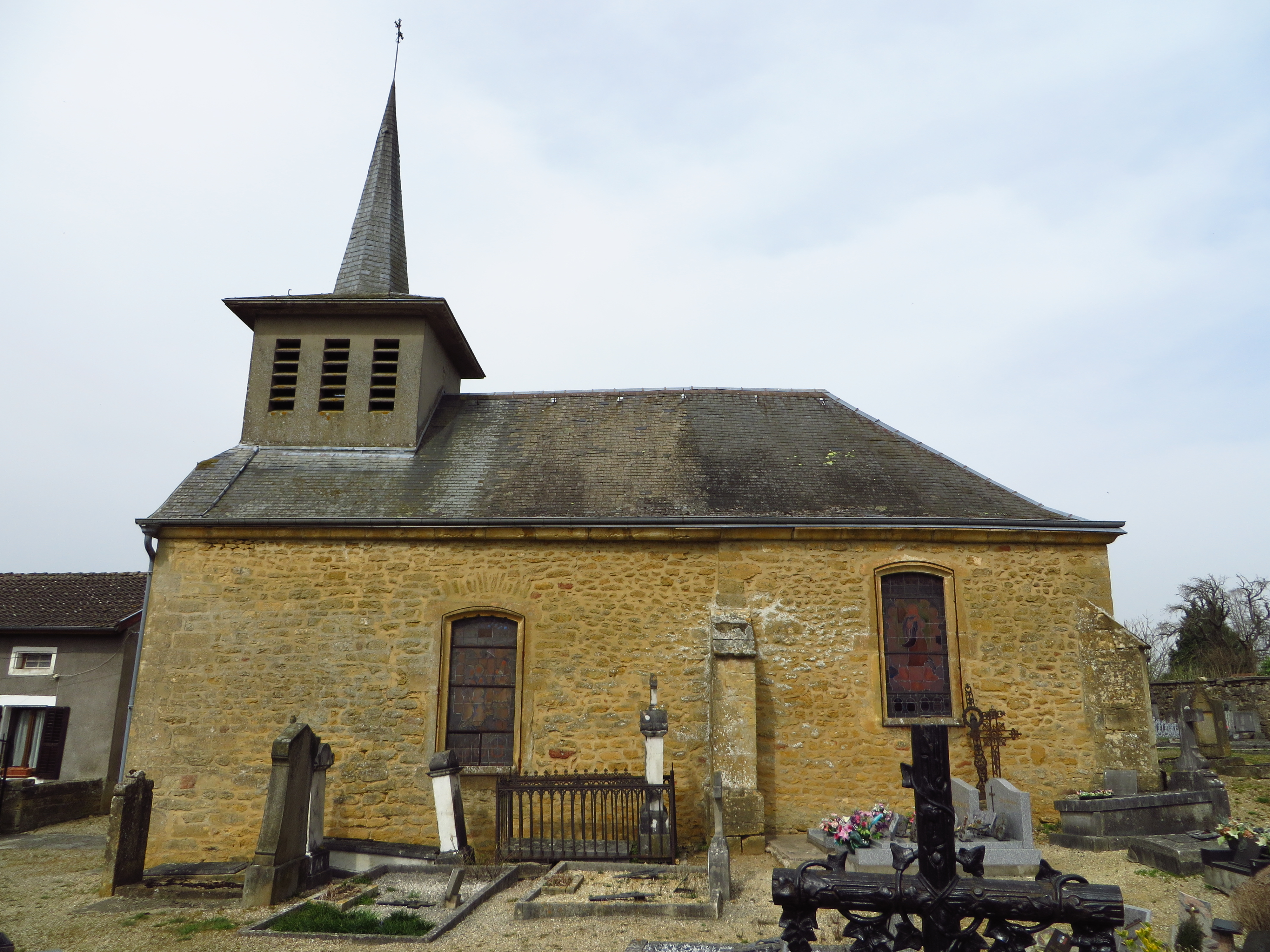
Église de la Nativité à Iré-les-Prés.
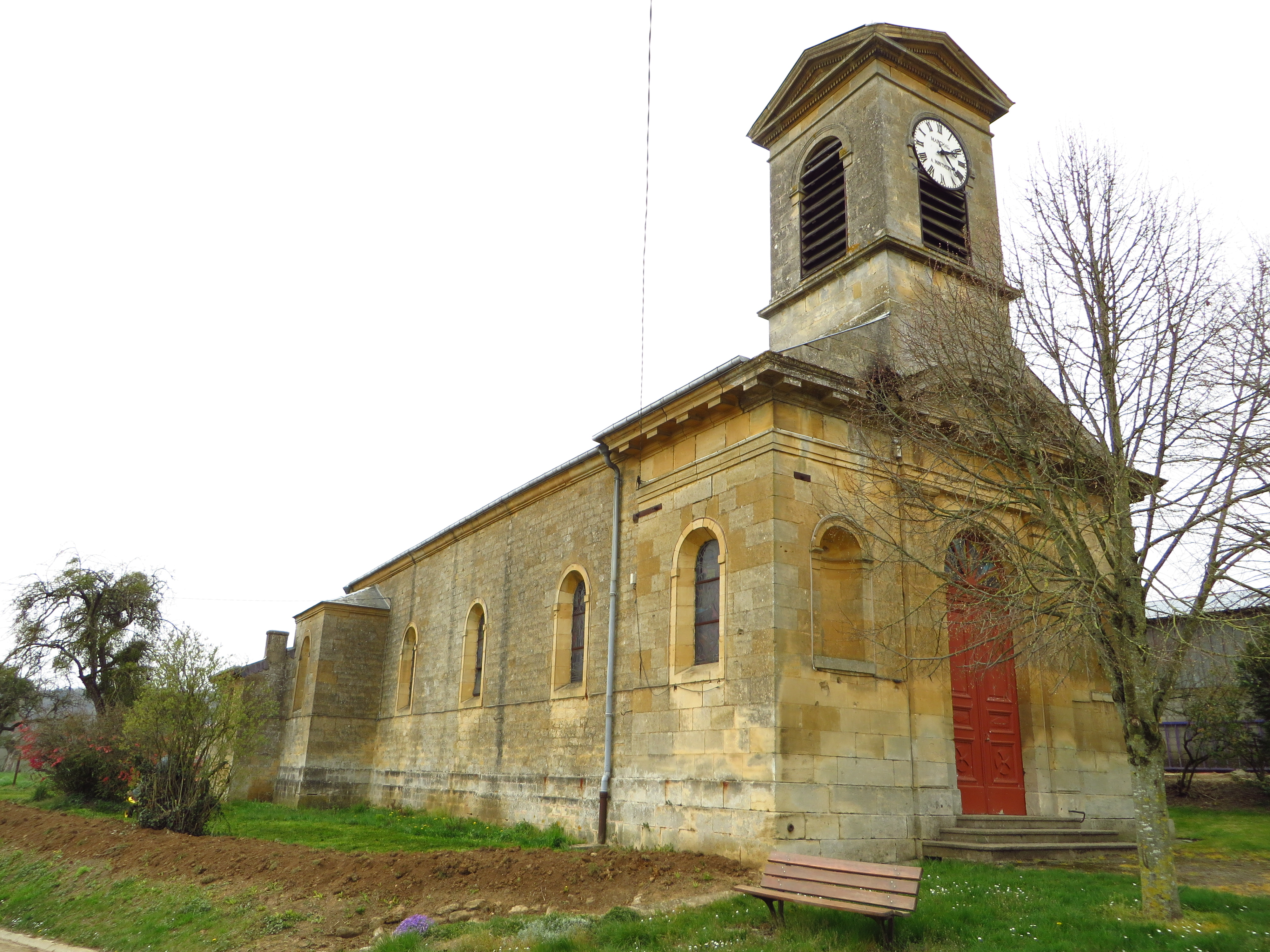
Église Saint-Martin à Fresnois.
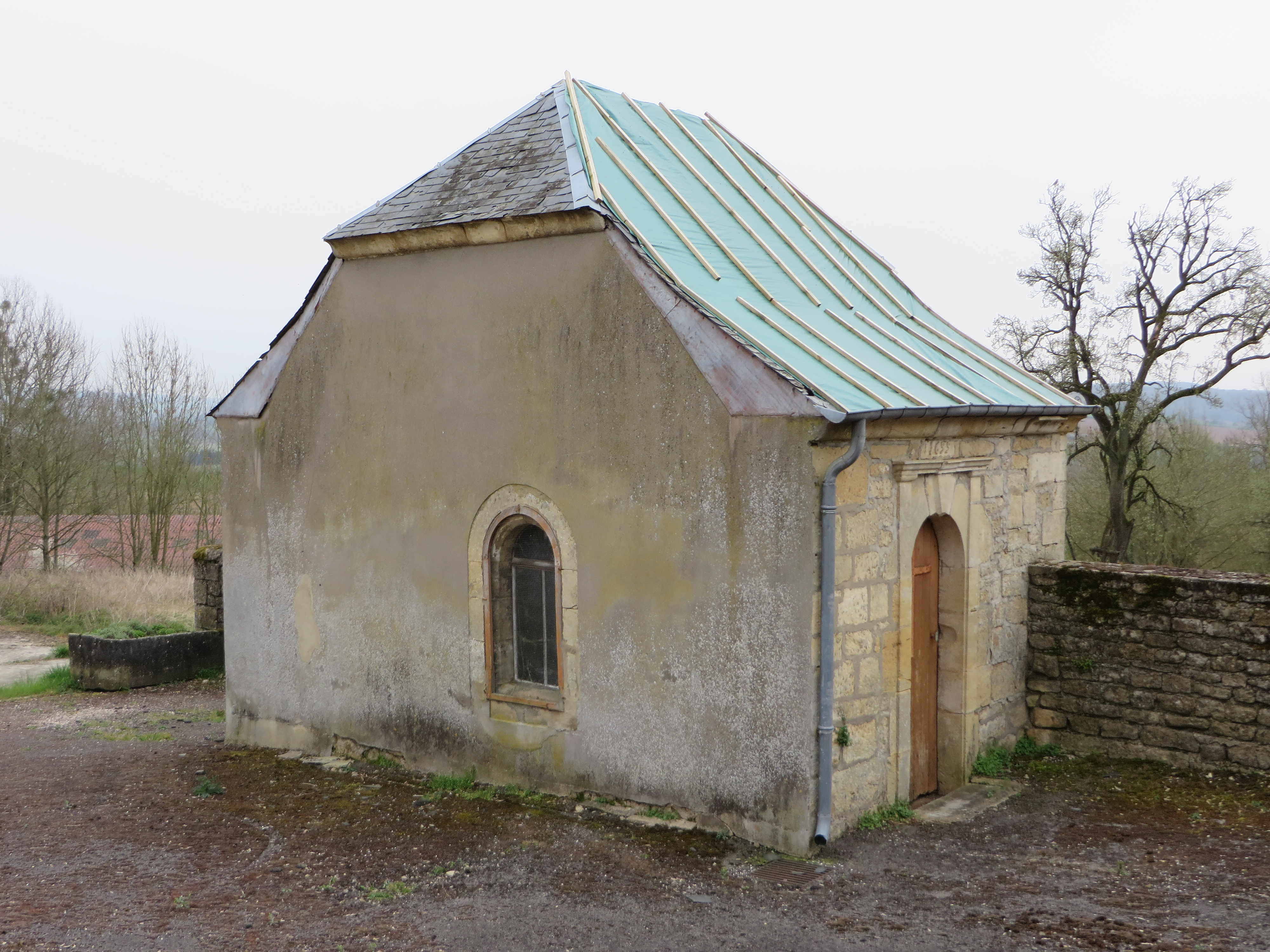
Chapelle Saint-Nicolas à Fresnois.
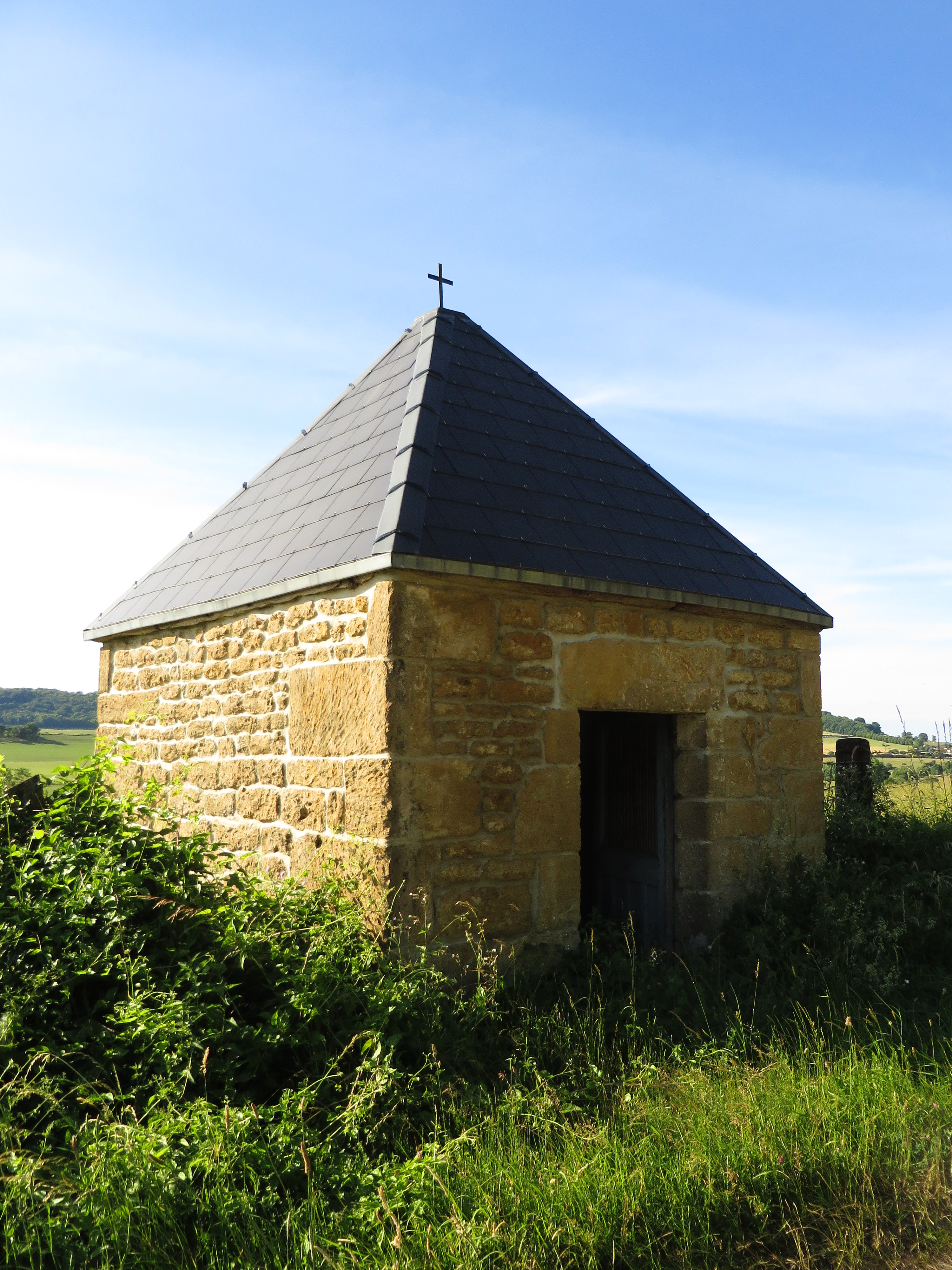
Chapelle de la Croix.

### Arbres remarqués
Quelques-uns des arbres les plus intéressants de Montmédy, tous visibles de la route (mesures prises à épaule d'homme soit à 1,50 mètre, en janvier 2010) :
- le chêne de l'Attaque, spectaculaire tronc creux toujours vivant, ayant survécu à plusieurs incendies malveillants et autres actes de vandalisme, d'une circonférence de 5,90 mètres, au bord du ruisseau du Chabot, un peu en amont d'Iré-les-Prés.
- trois séquoias remarquables par leur circonférence :
  - 4,90 mètres, arbre situé sous les remparts sud de la citadelle, dans un joli jardin près d'une folie tout en bois de la Belle Époque ;
  - 5,20 mètres, dans un parc privé, place Tronville ;
  - 9,00 mètres(?), à Iré-les-Prés, dans un jardin privé : cet arbre avait été fracassé au tiers de sa hauteur lors de la tempête de Noël 1999.
- un calocèdre, d'une circonférence de 3,65 mètres, situé dans un jardin privé, à Iré-les-Prés, à quelques pas du séquoia foudroyé. C'est le seul arbre de cette taille et de cette beauté dans le Nord-Meusien. Un spécimen comparable est visible dans les ruines de l'abbaye d'Orval.
- un tulipier de Virginie d'une circonférence de (?) mètres, à l'entrée de l'avenue du Lieutenant-Bourguignon.
- un platane, d'une circonférence de (?) mètres, dans le parc du château de Fresnois.
- un très rare frêne pleureur, en compagnie de plusieurs anciens catalpas et de pins dans le Jardin Poulain, route de Villécloye.

### Bande dessinée

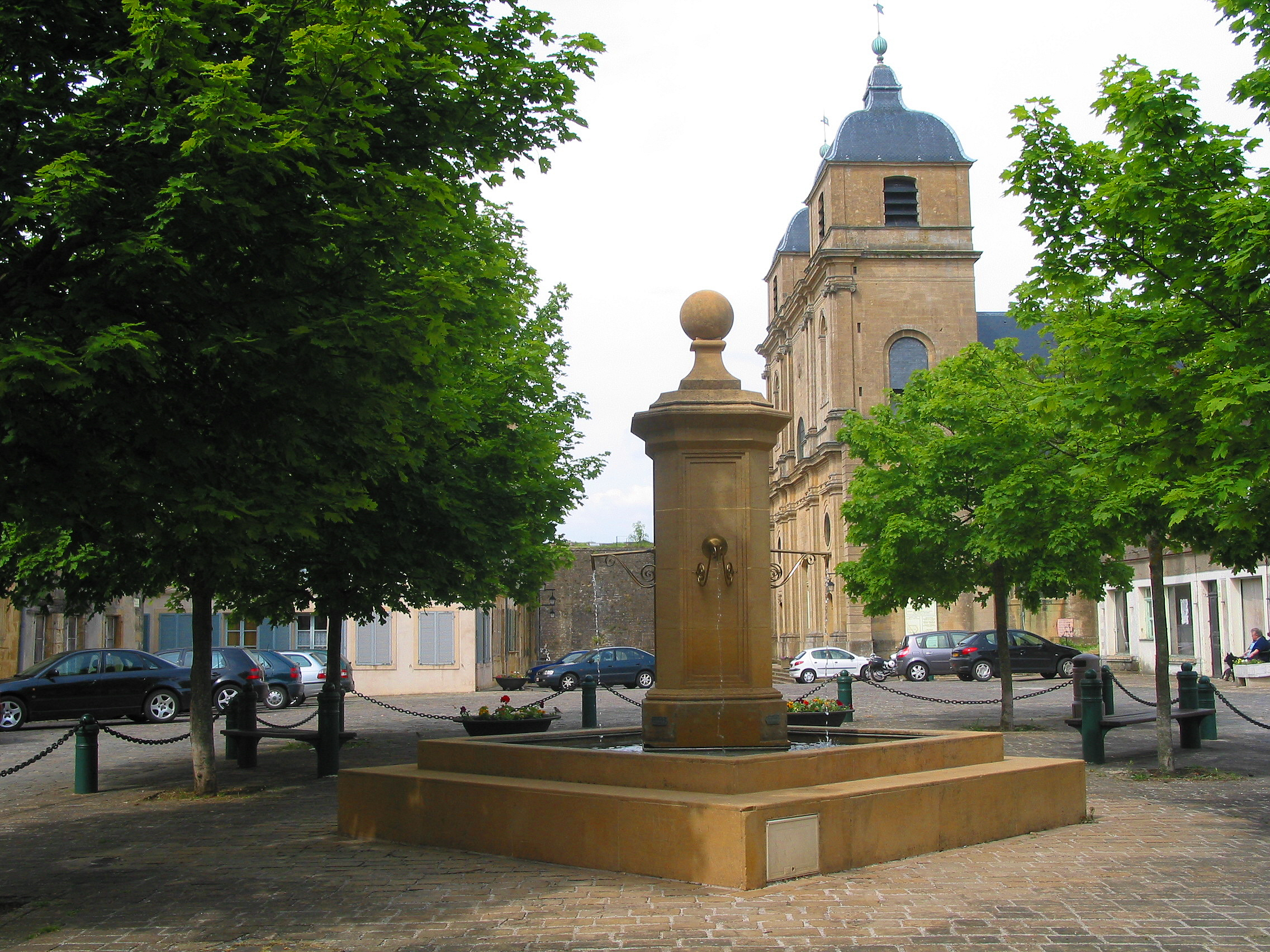
Montmédy-haut : la fontaine de la place de l'Hôtel-de-Ville.

La citadelle de Montmédy constitue le cadre de « Les enfants de la citadelle », un album de la série « Tendre Violette » dessinée par Jean-Claude Servais.
- Le tournoi de Chauvency, 1285, Jacques Bretel (traduction Dominique Henriot-Walzer, Editions de La Joyeuserie, Dampicourt, Belgique, 1997)
- Guillaume de Waha-Baillonville : le fidèle et vaillant gouverneur Jean V d'Allamont (nouvelle édition présentée et annotée par Daniel Garrot, Éditions de La Joyeuserie, Dampicourt, Belgique, 2002)

### Personnalités liées à la commune
- Pierre Antoine Michaud (1746-1808), général des armées de la République et de l'Empire, né le 23 mai 1746 à Villers-lès-Luxeuil (Haute-Sâone), décédé dans cette ville.
- Jean-Baptiste Jodin, homme politique né le 12 septembre 1756 à Montmédy (Meuse) et décédé le 9 août 1830 à Stenay (Meuse).
- Jean-Gabriel Thiébault (1783-1874), militaire du génie, polytechnicien qui commence sa carrière sous le Consulat, la poursuit sous l’Empire et devient général sous la monarchie de Juillet.
- Nicolas-Charles Bochsa[42], un des plus célèbres harpistes du XIXe siècle, né à Montmédy en août 1789 et mort à Sydney en 1856.
- Paul Victor Jamin (1807-1868), militaire et homme politique né à Montmédy, député de la Meuse de 1846 à 1848.
- Georges Villa, graveur, lithographe, illustrateur, né à Montmédy le 24 janvier 1883, mort en 1965.
- Stéphane Errard (°1907 - +1983), spéléologue français, né à Montmédy le 31 octobre 1907, mort à Saint-Benoît-la-Chipotte (Vosges) le 26 décembre 1983.
- Paulette Lagosse, artiste peintre et illustratrice, née à Montmédy le 14 juillet 1921. Elle meurt à Paris en 1996.
- Jean Lanher (1924-2018), professeur émérite de l'Université de Nancy II, spécialiste de dialectologie lorraine, né à Montmédy.
- Henri Auger (1883-1916), missionnaire au Japon.
- Anly (Jean D’), historien, né à Montmédy (ancien Luxembourg), vers 1540.

### Héraldique
| Blason de Montmédy | Blason  | D'azur à une forteresse d’or bâtie sur une montagne de sinople, chargée en pointe d’un écusson d’or couronné de même et surchargé d'un lion de sable. |
| Blason de Montmédy | Détails | Blason attribué à Montmédy, au minimum en 1696. |

Les armoiries de Montmédy, figurées sur le sceau du corps municipal, étaient mi-parties de Los et de Chiny.